# Nicolaus Ephraim Bach
Nicolaus Ephraim Bach (Wasungen, 1690 – Bad Gandersheim, 12 agosto 1760) è stato un organista e compositore tedesco.
Figlio di Jacob Bach, fu professore di pittura e amministratore del convento di Gandersheim, Braunschweig, dal 1708 fino alla sua morte.
Nicolaus Ephraim Bach si sposò due volte e ebbe sette figli. Il figlio più giovane, Ernst Heinrich Ephraim Bach (1756-1835), divenne il fondatore del cosiddetto "lignaggio Ascherslebener" della famiglia Bach.